# Navalonguilla (ort)
Navalonguilla är en ort i Spanien.   Den ligger i provinsen Provincia de Ávila och regionen Kastilien och Leon, i den centrala delen av landet, 150 km väster om huvudstaden Madrid. Navalonguilla ligger 1 174 meter över havet och antalet invånare är 403.
Terrängen runt Navalonguilla är kuperad åt nordväst, men åt sydost är den bergig.Runt Navalonguilla är det glesbefolkat, med 11 invånare per kvadratkilometer. Närmaste större samhälle är El Barco de Ávila, 9,0 km norr om Navalonguilla. 